# Helmut Glockler
Helmut Glockler est un pilote automobile allemand né le 13 janvier 1909 et décédé le 18 décembre 1993 à Francfort. Il a tenté de se qualifier pour le Grand Prix automobile d'Allemagne 1953 avec une Cooper T23 mais le moteur étant en panne il ne prit pas part à la course. On le retrouve également à l'Internationales Avusrennen au volant de cette même voiture mais il déclara forfait.